# Texananus lyratus
Texananus lyratus är en insektsart som beskrevs av Delong och Hershberger 1948. Texananus lyratus ingår i släktet Texananus och familjen dvärgstritar. Inga underarter finns listade i Catalogue of Life.